# Jacques Josten
Jacques Josten (11 april 1960) is een Nederlands voormalig handbaldoelman. Als doelman kwam hij uit voor Sittardia, Blauw-Wit en het nationaal team. Na zijn spelerscarrière was hij nog actief als trainer en bestuurder in de handbalwereld.

## Biografie
Josten was een van de beste doelmannen in het Nederlands handbal ooit. Hij verdedigde 10 jaar het doel bij Sittardia en tussen 1983 en 1993 actief bij Blauw-Wit. Hierbij werd Josten eenmaal landskampioen en viermaal bekerwinnaar. In 1981, 1984, 1986 en 1988 was hij uitgeroepen tot handballer van het jaar. 
Ook was Josten in het Nederlands handbalteam waarbij hij ongeveer 200 interlands op zijn naam heeft staan. Kenmerkend was dat Josten zes maanden professioneel handballer was als voorbereiding op een EK kwalificatie in Finland (1990). Tevens heeft hij ongeveer 30 jeugdinterlands gespeeld en ongeveer 15 militaire interlands.
Josten werd na afsluiting van zijn handbalcarrière hoofdtrainer bij HV Born, dat uitkwam in de hoogste provinciale klasse. Ook was hij 10 jaar vice-voorzitter van NHV Limburg. Tijdens zijn afscheid als bestuurslid werd hij op 19 juni 2003 benoemd tot erelid. Hierna coachte hij nog één seizoen het eerste herenteam van BDC '90.
Jacques Beaumont ·
Raymond Cremers ·
Marcel Eurlings ·
Eddy Janssen ·
Jo Jessen ·
Remco Jongen ·
Jacques Josten ·
Jos op den Kamp ·
André Lucas ·
Hus Noya ·
Harold Nüsser ·
Sjoerd Revenich ·
Paul Verjans ·
Maurice Steijvers ·
Raymond Steijvers ·
Rob Verbeek ·
Coach: Peter Verjans
Jacques Beaumont ·
Paul Coenen ·
Raymond Cremers ·
Marcel Eurlings ·
Eddy Janssen ·
Jo Jessen ·
Remco Jongen ·
Jacques Josten ·
Jos op den Kamp ·
André Lucas ·
Sjoerd Revenich ·
Paul Verjans ·
Richard Soree ·
Maurice Steijvers ·
Rob Verbeek ·
Coach: Peter Verjans
1. Jean Last ·
2. Paul Verjans ·
3. Eddy Janssen ·
4. Richard Soirée ·
5. Maurice Steijvers ·
7. Ronald van Oostenbrugge ·
7. Paul Coenen ·
8. Maurice Janssen ·
9. Guido Janssen ·
11. Ronald Habraken ·
12. Jacques Josten ·
13. Rob Verbeek ·
14. Raymond Steijvers ·
15. Loek Geurten ·
16. André Lucas ·
Coach: Guus Cantelberg
· Assistent-coach: Wiel Mayntz
1. Jean Last ·
2. Paul Verjans ·
3. Ton van den Essen ·
4. Maurice Steijvers ·
5. Richard Soirée ·
6. Jos van der Kerkhof ·
7. Paul Coenen ·
8. Maurice Janssen ·
9. Guido Janssen ·
10. Arthur Huntjens ·
11. Ronald Habraken ·
12. Jacques Josten ·
13. Rob Verbeek ·
14. Raymond Steijvers ·
Coach: Guus Cantelberg
Ruud Bons ·
Paul Coenen ·
Peter Cremers ·
Ton van de Essen ·
Loek Geurten ·
Ronald Habraken ·
Arthur Huntjens ·
Guido Janssen ·
Jacques Josten ·
Rob van Kaldekercken ·
Rob Kouwenhoven ·
Jean Last ·
Maurice Steijvers ·
Raymond Steijvers ·
Rob Verbeek ·
Paul Verjans ·
Coach: Guus Cantelberg
Rinus Alleman ·
Ruud Bons ·
Frans op de Camp ·
Paul Coenen ·
Leon Dirks ·
Harry Douven ·
Loek Geurten ·
Ronald Habraken ·
Arthur Huntjens ·
Guido Janssen ·
Jacques Josten ·
Rob van Kaldekercken ·
Jean Last ·
Maurice Steijvers ·
Raymond Steijvers ·
Roel Teney ·
Reinhard Titel ·
Rob Verbeek ·
Paul Verjans ·
Coach: Guus Cantelberg
Nico Beekman ·
Frans op de Camp ·
Paul Coenen ·
Ronald Habraken ·
Arthur Huntjens ·
Jacques Josten ·
Jan Majoor ·
Maurice Steijvers ·
Raymond Steijvers ·
Roel Teney ·
Marcel Timmermans ·
Reinhard Titel ·
Rob Verbeek ·
Cor Vincent ·
Coach: Guus Cantelberg
1. Willy Wulterkens ·
2. Peter Verjans ·
3. Frank van Hout ·
4. Cor Vincent ·
5. Paul Smeets ·
6. Reinhard Titel ·
7. Paul Coenen ·
8. René Kivit ·
9. Jan Majoor ·
10. Arthur Huntjens ·
11. Ronald Habraken ·
12. Jacques Josten ·
13. Rob Verbeek ·
14. Raymond Steijvers ·
15. Roel Teney ·
17. Maurice Steijvers ·
Coach: Guus Cantelberg
1. Willy Wulterkens ·
2. Peter Verjans ·
3. Frank van Hout ·
4. Cor Vincent ·
5. Paul Smeets ·
6. Reinhard Titel ·
7. Paul Coenen ·
8. René Kivit ·
9. Jan Majoor ·
10. Rob Verbeek ·
11. Rob van Hoof ·
12. Jacques Josten ·
13. Paul Schreuder ·
14. Jacques Beaumont ·
15. Silvio van Gool ·
Coach: Hans Brouwers
Bert Bouwer ·
Ruud Burlet ·
Paul Coenen ·
Wilbert Cuypers ·
Rian Dekker ·
Jos Huysmans ·
Ronald Joosten ·
Sander Joosten ·
Jacques Josten ·
Leon Josten ·
Jos Köhlen ·
Wien Schmeitz ·
Lambert Schuurs ·
Roel Teney ·
Remco Vijgenboom ·
Coach: Ton Velraeds